# Comuna de Dzikowiec
Dzikowiec (polaco: Gmina Dzikowiec) é uma gminy (comuna) na Polónia, na voivodia de Subcarpácia e no condado de Kolbuszowski. A sede do condado é a cidade de Dzikowiec.
De acordo com os censos de 2005, a comuna tem 6646 habitantes, com uma densidade 54,6 hab/km².

## Área
Estende-se por uma área de 121,66 km², incluindo:
- área agrícola: 54%
- área florestal: 39%

## Demografia
Dados de 30 de Junho 2004:
|                      | Total   | Total | Mulheres | Mulheres | Homens  | Homens |
| -------------------- | ------- | ----- | -------- | -------- | ------- | ------ |
|                      | pessoas | %     | pessoas  | %        | pessoas | %      |
| População            | 6496    | 100   | 3172     | 48,8     | 3324    | 51,2   |
| Densidade (pop./km²) | 53,4    | 100   | 26,1     | 26,1     | 27,3    | 27,3   |

De acordo com dados de 2002, o rendimento médio per capita ascendia a 1281,81 zł.

## Subdivisões
- Dzikowiec, Kopcie, Lipnica, Mechowiec, Nowy Dzikowiec, Płazówka, Śpie, Wilcza Wola.

## Comunas vizinhas
- Bojanów, Cmolas, Jeżowe, Kolbuszowa, Majdan Królewski, Raniżów